# German-Russian Institute of Advanced Technologies

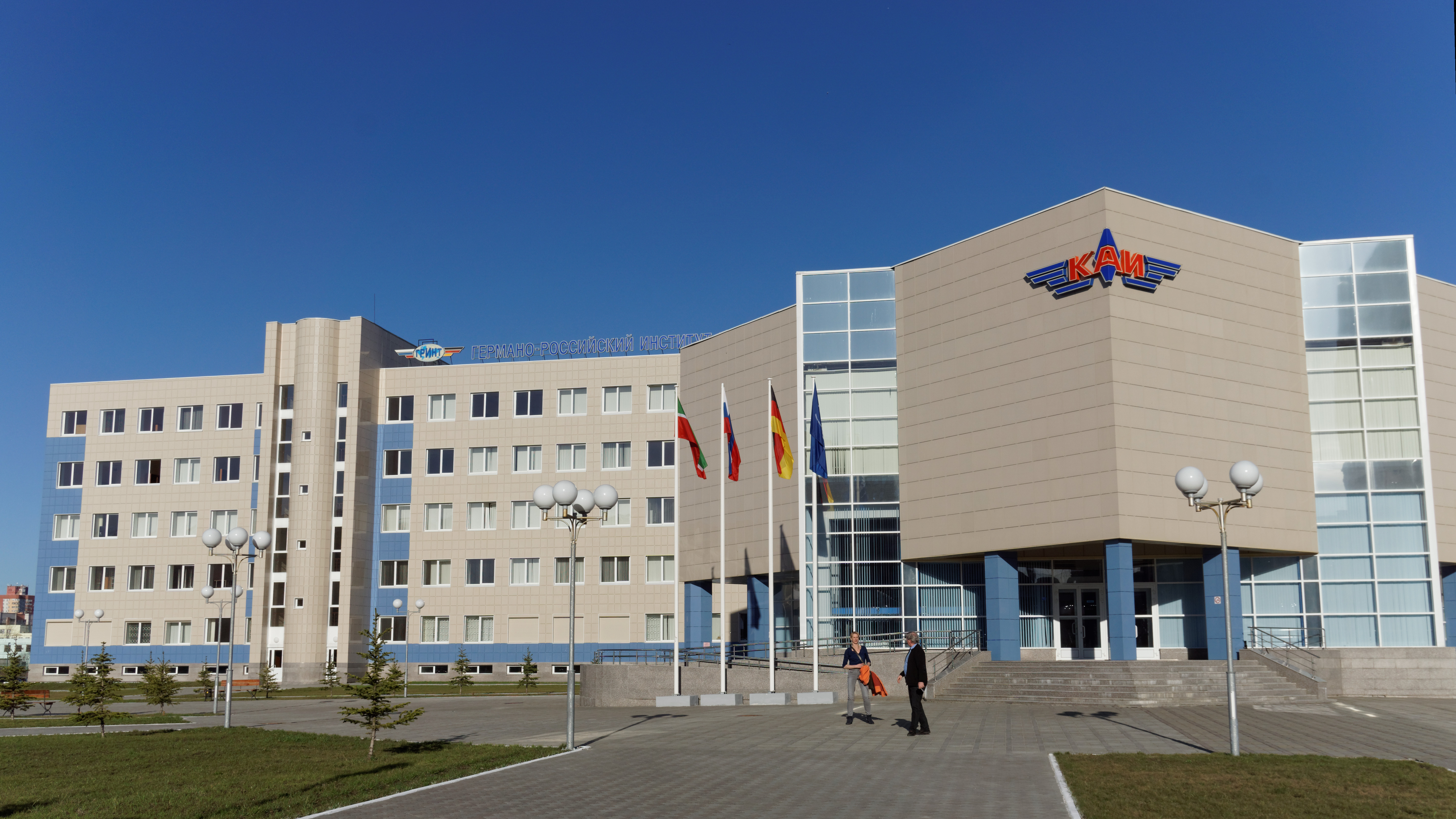
GRIAT-Hauptgebäude

Das German-Russian Institute of Advanced Technologies (GRIAT) ist ein Projekt, in dem russische und deutsche Universitäten zusammenarbeiten. Es hat seinen Sitz in Kasan, der Hauptstadt der russischen autonomen Republik Tatarstan.

## Geschichte
Im April 2013 unterzeichneten der Deutsche Akademische Austauschdienst und die Kasaner Nationale Technische Forschungs-Universität (KNRTU-KAI) ein MoU zur Kooperation beim Aufbau eines German-Russian Institute of Advanced Technologies.
Parallel dazu schlossen die TU Ilmenau und die Otto-von-Guericke-Universität Magdeburg mit der KNRTU-KAI ein Kooperationsabkommen ab. Darin verpflichteten sich die drei Partner zur Zusammenarbeit in allen relevanten Lehr- und Forschungsbereichen. Als Konsortialführer stellte die TU Ilmenau 2013 einen Förderantrag im Rahmen des Programms Transnationale Bildung, der im April 2014 bewilligt wurde. Die Republik Tatarstan hatte im Vorfeld mehrere Millionen Euro in die Infrastruktur investiert und einen kompletten Neubau für das Institut errichtet.
Im September 2014 nahm das GRIAT den Studienbetrieb mit 40 Studierenden in vier Studiengängen auf. Seit 2015 bieten die TU Ilmenau und die OVGU Magdeburg jeweils drei Masterstudiengänge an, insgesamt also sechs Studiengänge. Im September 2016 trat die TU Kaiserslautern dem Konsortium bei, mit zunächst einem Studiengang: Embedded Computing Systems. 2018 hat die TU Kaiserslautern ihr Lehrangebot um zwei weitere Studiengänge erweitert. Derzeit werden Gespräche mit der Bergakademie TU Freiberg und der Ruhr-Universität Bochum geführt, die dem Konsortium voraussichtlich 2020 beitreten werden.

## Tätigkeiten

### Studienangebote
Die TU Ilmenau und die Otto-von-Guericke-Universität Magdeburg exportieren viersemestrige englischsprachige Studiengänge nach Kasan. Dozenten der deutschen Universitäten fliegen einmal pro Semester und Studiengang nach Kasan, um dort Blockseminare zu lehren (Flying Faculty). Das dritte Semester absolvieren die Studierenden in Ilmenau bzw. Magdeburg. Im vierten Semester fertigen die Studenten ihre Masterarbeiten an, begleitet werden sie dabei von je einem deutschen und einem russischen Betreuer. Nach Abschluss des Studiums erhalten alle Absolventen zwei Zeugnisse: einen Masterabschluss der KNRTU und einen der deutschen Partner-Universität.
Derzeit werden am GRIAT sechs Masterstudiengänge, basierend auf deutschen Lehrplänen, angeboten.
in Kooperation mit der TU Ilmenau
- Master of Science in Research in Computer and Systems Engineering
- Master of Science in Communications and Signal Processing
- Master of Science in Automotive Engineering

in Kooperation mit der Otto-von-Guericke-Universität Magdeburg
- Master of Science in Electrical Engineering and Information Technology
- Master of Science in Chemical and Energy Engineering
- Master of Science in Systems Engineering and Cybernetics

in Kooperation mit der TU Kaiserslautern
- Master of Science in Embedded Computing Systems

- Master of Science in Advanced Quantum Technologies

- Master of Science in Intelligent Data Processing

### Forschung
Das GRIAT realisiert auch gemeinsame Forschungsprojekte. Hierzu wird die technische Infrastruktur an der KNRTU und der GRIAT-Labore sowie Personal und Forschungseinrichtungen in Magdeburg und Ilmenau genutzt.

### Kooperationen
Als unternehmerische Hochschule sucht das GRIAT enge Kontakte zur Wirtschaft. Dem Board of Trustees gehört mit Dietrich Möller, ehemaliger CEO und Präsident von SIEMENS Russland, ein hochrangiger Wirtschaftsvertreter an. SIEMENS ist derzeit der wichtigste Partner; das Unternehmen vergibt Vollstipendien für Studierende und Doktoranden, stattet Labore aus (Big Data Lab, Automatization Lab, Electrical Engineering Lab) und stellt Software-Lizenzen bereit. Von russischer Seite engagieren sich insbesondere das IT-Unternehmen Setovaja Company und der Fahrzeughersteller KAMAZ.
Das GRIAT ist mit anderen vom DAAD geförderten TNB-Projekten vernetzt. Zwischen der International University Liaison Indonesia – einem weiteren TNB-Projekt unter Federführung der TU Ilmenau und der KNRTU-KAI – wurde 2016 ein MoU zur Zusammenarbeit im Bereich Aerospace Engineering unterzeichnet.

## Struktur
Präsident des GRIAT ist der Rektor der KNRTU-KAI, Albert Gilmutdinov, als Vizepräsidenten fungieren Peter Scharff, Rektor der Technischen Universität Ilmenau und Jens Strackeljan, Rektor der OVGU Magdeburg. Leitungsorgane des GRIAT sind der Akademische Verwaltungsrat (Academic Council) sowie der Aufsichtsrat (Board of Trustees). Die Gremien setzen sich aus weiteren Vertretern der Universitäten, der Wirtschaft und Politik zusammen. Die TU Ilmenau koordiniert als Konsortialführer die Aktivitäten der beteiligten deutschen Hochschulen. Langfristig soll in Kasan eine „Deutsch-Russische Universität“ entstehen – die weltweit erste derartige Lehr- und Forschungseinrichtung in einem Industriestaat. Bis 2020 sollen zehn weitere Masterstudiengänge sowie eine Graduiertenschule angeboten werden.

## Finanzierung
GRIAT wird im Rahmen des Programms „Transnationale Bildung“ des DAAD aus Mitteln des Auswärtigen Amtes für den Zeitraum 2014–2017 gefördert. Nach einer Anschubfinanzierung soll sich das Projekt durch Studiengebühren, die in Russland üblich sind, finanzieren. Die Studiengebühren betragen je nach Studiengang und Herkunftsland der Studierenden zwischen 650,00 und 4.000,00 Euro/Jahr. Für Studierende aus der Russischen Föderation gibt es kostenfreie Studienplätze.
Siemens Russland unterstützte das Projekt 2016 mit der Vergabe von sechs Vollstipendien für Studierende (im Wert von ca. 80.000,00 €), einem Zuschuss für die Flying Faculty in Höhe von 20.000 Euro sowie mit der Ausstattung von Laboren (Big Data Lab, Automatization Lab, Electrical Engineering Lab).